# دبژنو
دبژنو (به لاتین: Debrzno، تلفظ: [ˈdɛbʐnɔ]) یک شهرک در لهستان است که در استان پومرانی واقع شده‌است.

## خصوصیات
دبژنو ۷٫۵۲ کیلومترمربع مساحت و ۵٬۳۵۹ نفر جمعیت دارد.

## خواهرخوانده
شهرهای Weinbach, Huddinge Municipality و Blatno خواهرخوانده‌های دبژنو هستند.